# Кембрички алгебарски систем
КАМАЛ (транскрибовано са енглеског CAMAL - CAMbridge ALgebra system) је рачунарски алгебарски систем са Универзитета у Кембриџу направљен од стране Дејвида Бартона, Стива Борна и Џона Фича. Намењен је израчунавањима у пољима небеске механике и опште теорије релативности.
Базични код је написан на рачунару Титан, [ова референца није исправна а pbworks материјал сам по себи није исправан]. Године 1973, Титан је замењен рачунаром IBM370/85, а код је прерађен кроз језик ALGOL 68C а потом и BCPL, са којег је могао да ради на IBM мејнфрејмовима и асортираним микрорачунарима.